# 東京砲兵工廠
座標: 北緯35度42分20秒 東経139度44分57秒 / 北緯35.70556度 東経139.74917度

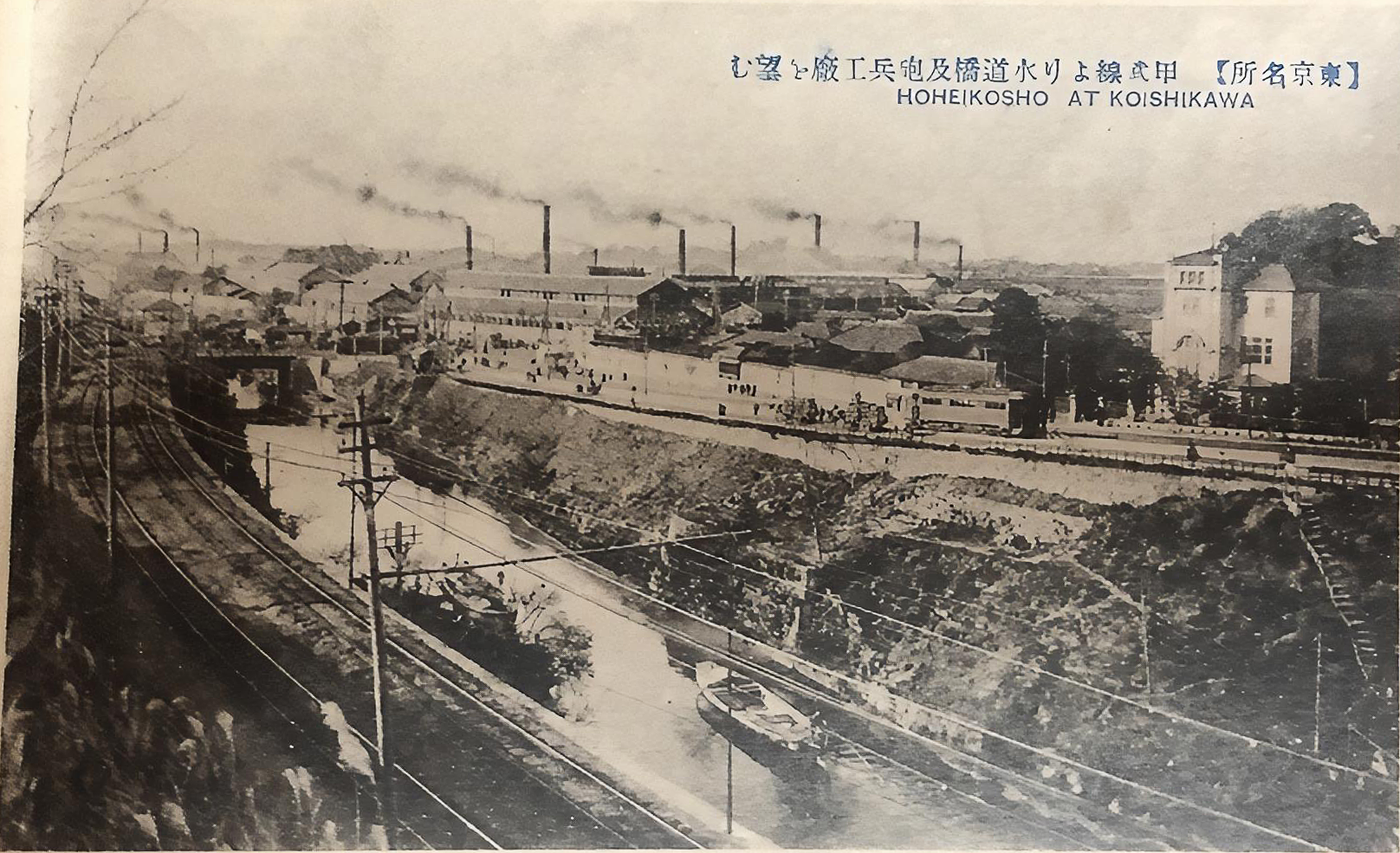
東京砲兵工廠（1920年頃）

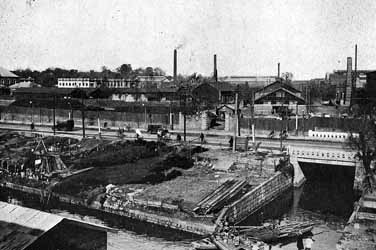
東京砲兵工廠（1930年当時）

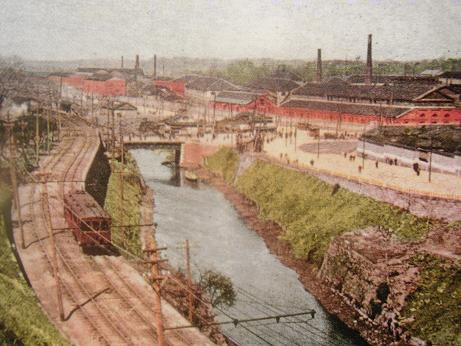
水道橋方向から赤レンガの砲兵工廠を望む

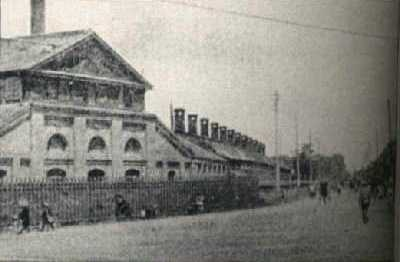
砲兵工廠前

東京砲兵工廠（とうきょうほうへいこうしょう）は、現在の東京都文京区に存在した日本陸軍の工廠である。1871年（明治4年）から1935年にその機能を小倉工廠（福岡県小倉市、現福岡県北九州市小倉北区）に移転するまで操業し、小銃を主体とする兵器の製造を行った。また、官公庁や民間の要望に応えて、兵器以外のさまざまな金属製品も製造した。

## 概要
1870年3月3日（明治3年2月2日 (旧暦)）、兵部省に造兵司が新設され、同年5月13日（4月13日 (旧暦)）に大坂城青屋口門内中仕切元番所を仮庁として事務を開始した。大阪工場は、鋳物場・鍛冶場・機械場が6月（旧暦）から、火工所が10月（旧暦）から操業を開始した。明治4年7月（旧暦）、造兵司本局は東京に移転し、大阪は大阪造兵司と名称を変更。陸軍省の発足とともに1872年4月15日（明治5年3月8日 (旧暦)）大砲製造所と改称した。
1870年（明治3年）3月（旧暦）、造兵司は東京の旧幕府営の関口製造所と滝野川反射炉を管轄とし、それらの設備を元に東京工場を小石川の旧水戸藩邸跡に建設し、1871年（明治4年）に火工所（小銃実包の製造）が操業、翌年には銃工所（小銃改造・修理）、大砲修理所の作業が開始された。後に板橋火薬製造所・岩鼻火薬製造所・十条兵器製造所など関東の陸軍兵器工場を管下においた。このとき藩邸内の日本庭園施設を一部残し、1874年（明治7年）以降、明治天皇の行幸および皇族による行啓の栄誉を受けた。
制度的には1875年（明治8年）2月8日、「砲兵方面本支廠条例」（陸軍省布第45号達）による組織改正で造兵司及び武庫司を廃止し、造兵司（東京）を「砲兵第一方面内砲兵本廠」、大砲製造所（大阪）を「砲兵第二方面内砲兵支廠」と改称した（陸軍省布第35号達）。さらに、1879年（明治12年）、「砲兵工廠条例」（陸軍省達乙第79号達）の制定に伴って、10月10日、陸軍省達乙74号より「東京砲兵工廠」となり、1923年（大正12年）4月1日より施行された「陸軍造兵廠令」（大正12年3月30日勅令第83号）によって、大阪砲兵工廠と合併し「陸軍造兵廠火工廠」、「陸軍造兵廠東京工廠」と改称した。また庭園部分は同年3月7日に、小石川後楽園として国の史跡および名勝の指定を受けた。
同年9月1日の関東大震災によって甚大な被害を受けたあと、小石川工場の本格的な復旧には多大な経費が必要なことから、造兵廠長官の直轄であった小倉兵器製造所への集約移転が図られ、1931年（昭和6年）から逐次、小倉へ移転が実施された。1933年（昭和8年）10月、小倉兵器製造所は小倉工廠となり、兵器製造所に加え砲具製造所・砲弾製造所を増設。1935年（昭和10年）10月、東京工廠は小倉工廠へ移転を完了し、約66年間の歴史の幕を閉じた。
工廠跡地は翌年設立した「株式会社後楽園スタヂアム」に売却され、翌1937年（昭和12年）9月、職業野球専用の新球場、通称「後楽園球場」や遊園地、競輪場など一大レジャー施設としてオープンした。
小石川後楽園は都立公園として整備され、世界的にも名園として知られている。園内には現在も砲兵工廠の遺構がいくつか保存され、また工廠敷地の形状をかたどった記念碑がある。

## 工廠長

### 砲兵本廠
提理
- 大築尚志 大佐：1875年2月4日[1] -
- 関迪教 大佐：1878年6月26日[2] -

### 東京砲兵工廠
提理
- 関迪教 大佐：1879年10月10日[2] -
- 黒田久孝 大佐：1881年10月24日[2] -
- 井上教通 大佐：1890年10月1日[3] -
- 竹橋尚文 大佐：1891年12月11日[3] -

工廠長
- 有坂成章 大佐：1896年6月6日[4] -
- （兼）桜井重寿 少将：1898年4月26日[4] -
- 桜井重寿 少将：1900年4月25日[4] -
- 西村精一 少将：1900年7月29日[4] - 1910年11月30日

提理
- 兵頭雅誉 少将：1910年11月30日 - 1913年8月22日
- 宮田太郎 少将：1913年8月22日 - 1920年8月10日[5]
- 松浦善助 中将：1920年8月10日[5] - 1922年8月15日[6]
- 南部麒次郎 中将：1922年8月15日[6] - 1923年3月30日[7]（陸軍造兵廠東京工廠、同火工廠に再編）

### 陸軍造兵廠東京工廠
工廠長
- 近藤兵三郎 大佐：1923年4月1日[7] -
- 武田信夫 大佐：1923年8月6日[7] -
- 小柳津正蔵 砲兵大佐：1928年8月10日[8] -
- （兼）津田藤左衛門 少将：1932年4月11日[8] - 1932年8月8日[9] （本職：陸軍造兵廠作業部長）
- 高橋貞夫 少将：1932年8月8日[8][9] -
- 杉本春吉 大佐：1936年8月1日[8] -
- 杉浦辰雄 少将：1939年3月9日[10] - 1940年3月31日[10]（東京第一陸軍造兵廠に改編）

### 陸軍造兵廠火工廠
廠長
- 南部麒次郎 中将：1923年4月1日[7] -
- 栃木綱貞 少将：1923年8月6日[7] -
- 井上与一郎 少将：1924年2月4日[7] -
- 能村磐夫 中将：1926年3月2日[8] -
- 鈴木貞造 少将：1928年3月8日[8] -
- 勝野正魚 少将：1928年12月21日[8] -
- 長谷川鉄次郎 少将：1930年8月1日[8] -
- 津田藤左衛門 少将：1933年3月18日[8] -
- 榊田圭蔵 少将：1935年3月15日[8] -
- 河内権五郎 少将：1936年8月1日[8] -
- 大島駿 少将：1939年3月9日[10] - 1940年3月31日[10]（東京第二陸軍造兵廠に改編）